# Hrvatski aikido savez
Hrvatski aikido savez (HAS), nacionalna zajednica aikidoka u Hrvatskoj. 
Sjedište Hrvatskog aikido saveza je u Splitu.

## Povijest
Hrvatski aikdo savez je osnovan 15. veljače 2000. godine u Splitu. Okuplja vježbače borilačke vještine aikido, službeni je predstavnik Aikikai škole za Republiku Hrvatsku. Prvi dojo u Hrvatskoj AK "Bonaca" osnovan je u Splitu 1993. godine.

## Članice
- Aikido klub Izvor Zagreb
- Aikido klub Musubi Zagreb
- Aikido klub Bokuseki Sisak
- Aikido klub Takemusu Giri Rijeka
- Aikido klub Šibenik
- Aikido klub Zanshin Makarska
- Aikido klub Bonaca Split
- Aikido klub Slavonija Valpovo
- Aikido klub Kaštela-Gen Ki Kaštela
- Aikido klub Aikikai Grič Zagreb
- Aikido klub Aikikai Cavtat
- Aikido klub Aikikai Požega

### HAS sekcije članica
- Aikido klub Takemusu Split
- Aikido klub Maestral Split
- Aikido klub Slavonija Osijek
- Aikido klub Slavonija Đakovo
- Aikido klub Bonaca Rijeka
- Aikido klub Kaštela-Gen Ki Kaštela IPA - Šibenik

### HAS međunarodne sekcije
- Aikido klub Kaiso Ptuj (Slovenija)
- Aikido klub Ljubljana (Slovenija)
- Aikido klub Ronin Ljubljana (Slovenija)
- Aikido klub Takemusu Bihać (Bosna i Hercegovina)

## Vanjske poveznice
- Hrvatski aikido savez